# آلن پرمین
آلن پرمین (انگلیسی: Alan Prampin؛ زادهٔ ۳۰ نوامبر ۱۹۷۱) بازیکن فوتبال اهل ایالات متحده آمریکا است.
از باشگاه‌هایی که در آن بازی کرده‌است می‌توان به باشگاه فوتبال اسپورتینگ کانزاس‌سیتی اشاره کرد.
وی همچنین در تیم ملی فوتبال ایالات متحده آمریکا بازی کرده‌است.